# Blyttia
Blyttia est une revue scientifique norvégienne trimestrielle consacrée à la botanique qui a été fondée en 1943 à Oslo. Elle doit son nom au botaniste Matthias Numsen Blytt (1789-1862) et à son fils Axel Gudbrand Blytt (1843–1898). Elle est publiée par l'Association norvégienne de botanique et succède au Norsk Botanisk Forenings Meddelelser.

## Rédacteurs en chef
- Jan Wesenberg (1997-)
- Klaus Høiland (1990–1997)
- Inger Nordal (1988–1990)
- Liv Borgen (1984–1987)
- Finn-Egil Eckblad (1981–83)
- Per Sunding (1968–1980)
- Svein Manum (1964–1967)
- Ove Arbo Høeg (1953–1963)
- Per Størmer (1951–52)
- Ove Arbo Høeg (1949–50)
- Per Størmer (1948)
- Georg Hygen (1947)
- Erling Christophersen (1943–46)